# Kenneth Fearing
Kenneth Flexner Fearing (Oak Park, Illinois, 28 de Julho de 1902 - 26 de Junho de 1961) foi um poeta, novelista e editor-fundador americano.
Ele escreveu o livro do thriller com o título The Big Clock (O relógio verde) em 1946 e no cinema foi realizado por John Farrow em 1948 e com as interpretações de Ray Milland e Charles Laughton.
Agora, o remake foi Alta Traição (em Portugal) ou Sem saída (no Brasil) (No Way Out) (1987) com Kevin Costner e Gene Hackman e neste a realização foi de Roger Donaldson.